# المدور
المدور  هي قرية فلسطينية من قرى الضفة الغربية وتتبع قلقيلية محافظة قلقيلية، ومن القرى التي وقعت تحت الاحتلال الإسرائيلي في حرب 1967. وتشتهر بالزراعة وخاصه المرويه منها مثل الحمضيات والجوافه والافوكادو والبيوت البلاستيكيه التي تزرع بها الخيار والبندورة وغيرها كما تشتهر بالزيتون. ويقترب عدد السكان من 550 نسمة.